# A szatmárnémeti színjátszás története

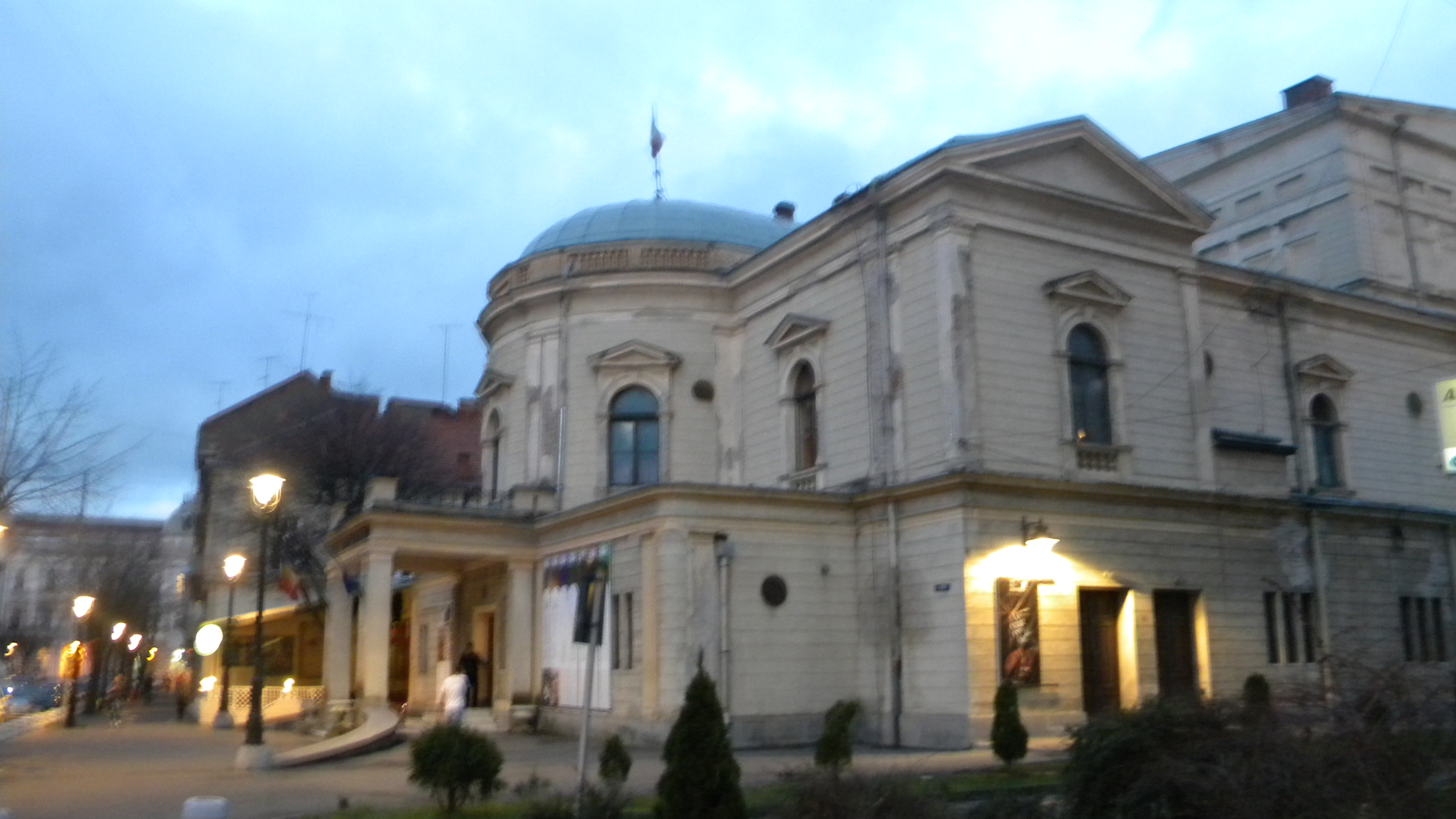
Az Északi Színház

A szatmárnémeti színjátszás története egyidős a magyar színjátszás történetével, de az iskolai színjátszásról már 1575-ből is maradt fenn adat, melyben Szegedi Lőrinc rektor Theophaniájának megírását szatmári gyülekezete komédiajátszó igényével indokolta.
A következő adat a 17. század közepéről maradt fenn, ekkor 1771-ig a jezsuiták ápolták a színjátszó hagyományt.

## Az első szatmári színtársulat
1790-ben a Budán megalakult első „Nemzeti Magyar Játék-Színi Társaság”-gal egyidőben; 1790-ben Szatmáron is megalakult az első „Komédia-Játék”.
Igazgatója, Móricz György nejével, Lengyel Máriával Erdélyből jött Szatmárra. A fennmaradt adatok szerint valószínű, hogy a  Szatmáron 1790. június hó 8., 10. és 13-ik napjain előadást tartott első társulat mindössze 3 tagból állt. A kis társaság igazolványát - Szatmár város egykori jegyzőkönyve szerint - „az erdélyi nagyfejedelemség kormányzósága 1789 évi október 8-án 8847. sz. alatt állítá ki”, hogy a színészet ez első úttörői békésen tovább vándorolhassanak.
Az 1790. június 15-én tartott tanácsülésen Esze Tamás főbíró latin nyelvű igazolvánnyal látta el őket, megemlítve, hogy „Móricz György komédiát játszó társasága három előadásokért a város kasszájába a három rénes forint taksát befizette, kiemelte, hogy tisztességesen viselték magukat és hogy a polgárok és lakosok tetszésére játszottak”.
A rendszeres hivatásos játék Szatmáron azonban csak 1814-ben kezdődött:
1814 végén a Sándorfi dr. által alakított „debreczen-nagyváradi játék-színi társaság” tagjai játszottak Szatmáron.
Erről a város jegyzőkönyvében ez áll:
Fő Bíró úr Papolczi Csorja József közrehozván, hogy a Debreczeni Magyar játék-szín tagjai közzül nála ketten magokat jelentették, oly kérelemmel, hogy „az Innepeken ezen Városban leendő foglalatoskodások engedtetne meg”; azt nekiek az Innep első napja után való napra megengedte, melly ezen Tanács által is hellybe hagyatik.
Hogy karácsony másodnapja az előadások hosszabb sorának kezdő napja volt, igazolja az, hogy az 1815. január 28-án tartott tanácsülés a színészek segélyéről is intézkedett:
Az ezenn városban tartózkodó Magyar Játzó Társaságnak ez idő szerint némű nemű képen való segéllezésére nézve számokra négy öl fa és 25 font gyertya adatni rendeltetik. Commissió adatván eránta V. Camerarius Urnak.
1815-től Balog István önálló társulata adott műsort.
A következő évtizedekben pedig a színészek a Fehér ház fogadóban, a Csizmadia-színben, az úgynevezett Jeney-csűrben és a Kotró-kertben léptek fel:
1816-ban - a Váli B. dr. színészettörténetében írtak szerint - ismét a debrecen-nagyváradi színtársaság játszott Szatmáron.
A városi tanács két év múlva Berndt Filep német színigazgatónak adott játékra engedélyt, de minden előadástól 5 forintot követelt. Berndt Filep 1818 szeptember 26-án tartott előadása után, az első előadás sikertelensége következtében, Szatmárról távozott.
1819 októberében az erdélyi színi társaság tagjai tartottak itt néhány előadást, melyről a város gazdasági ülésének 1819. évi november 5-én felvett jegyzőkönyvében a következő érdekes sorokat találjuk:
Meg Fordulván ezen Városban az Erdéllyi Kolosvári Nemes Magyar Jádzó Társaság Tagjainak egy része a végett, hogy az itt lévő Nemes Publicumot Játékjaival gyönyörködtesse, a mennyiben e végre egyéb Játék szín nem találtatott vólna, a Fehér Ház Vendég Fogadóban lévő Baál Sala használtatott, a Vendég Fogadósnak e végett az egész Játék ideje alatt Fizetendő 37 Rftokért. Minthogy pedig ezen Nemzeti Játzó Társaság meg Jelenését Kedves Magyar Nyelvünk pallérozódása, nemzeti Litteraturánk, kivált a midőn az a legszebb Nemzeti Történetekkel kedveskedik, egyszersmind pedig az ilyenek keblünkbe ritkán lehető szemlélése méltán örvendetessé tette, ezen okok Nzts Csermák Antal P. Mester Urat Főkép több Tiszt Urakkal volt értekezés után arra vette, hogy az itt gyönyörködtetett Jádzó Társaság különben is kevés haszna tekintetéből a kitett 37 frtokat a Kassza részéről az említett Magyar Jádzó Társaság részére szívesen ajánlaná, mit is ezen Gazdasági Gyűlés, mint jó tzélra fordítottat, egyéb eránt is Csekély költséget elfogadhatónak vél; ez eránt Perceptori Hivatalnál rendelés tétetvén.
1820-ban a társaság tagjai ismét meglátogatták Szatmár városát, de mivel a „Fehérház” fogadósa a Sálát át nem engedte, ez alkalommal a Jeney György főbíró udvarán lévő csűrben játszottak, majd a következő 1821. évben szintén. 1823 novemberében a „Nagy Károly igazgatása alatt lévő Magyar Jádzó Társaság” és 1825 júliusában: „A Nemzeti Szín Játszó Társaság és annak Directora Bányai József” nyert engedélyt "ezen városban való játszhatásra és mulatásra a Kapitány Ur felvigyázattya alatt további Rendelésig". Később az előadások engedélyezése már kevesebb formalitással történt, ezért a város jegyzőkönyveiben a színészekről csak nagyobb eseményekkel kapcsolatban történt említés.
1833-ban Keszy József Kisfaludy Károly Kemény Simon c. vitézi játékát adta elő.
1836-ban Hubay Emánuel egyesületének Arany János is tagja volt.
1843-ban Kőrösi Ferenc színtársulata volt itt és 54 frtot adott a városi szegényeknek. A műkedvelőknek ekkortájt rendezett társaságuk volt. Színészek és műkedvelők felváltva a „Fehérház”, s a „Csizmadia szín” nagytermeit, a „Jeney-csűrt” s nyáron a „Kotró kertet” használták, Prielle Kornélia is e kertben kezdte meg művészi pályáját.

## A régi színház
1845-ben készült el a terv az első színház-épületre, Friedl János építész tervei szerint, mely 1847-ben épült fel. Ez volt az országban a második kőszínház, melyet 1848 március 20-án nyitottak meg nagy ünnepséggel, id. Lendvay Márton felléptével.
Első igazgatói Tóth István és Döme Lajos volt, kiknek színtársulata működött akkor a városban és 150 frt évi bérért vette bérbe a színházat. A kikötés az volt, hogy a két első előadás jövedelme a színházé.  Ez a színház fél évszázadig működött. A vidék csaknem minden nevesebb színtársulata játszott benne. Idővel azonban a nézőtér szűknek bizonyult ezért a város 1857-ben 30 páholyt és terjedelmes karzatot építtetett hozzá, megkétszerezve ezzel a színház jövedelmezőségét. Később aztán mikor a város az előbb kaszinónak épített, majd városházként használt épület kibővítését, és ahhoz díszterem építését határozta el, az útjában álló színház lebontását is tervbe vette.

## Az új színház
1889-ben bontották le a régi színházépületet. Sikertelen pályázat után, az új színház tervezését Vojtha Adolf pápai építészre, az építést Szikszay Lajos debreceni építészre s a díszletek festését Spanraft és Hirsch díszletfestőkre bízták. A telekkel együtt közel 200.000 koronába került a 800 néző befogadására alkalmas színház, melyet később villamos világítással is elláttak. Tekintettel az új színház építésére, 1889-ben a város engedélyt adatott a Séta téren nyári színkör építtetésére. E nyári színkörben a Gerőfy Andor társulata 1890-ben 12 előadást tartott. 
Az elkészült új színházat 1892 január 14-én Kömley Gyula színigazgató nyitotta meg díszelőadással és benne működött az 1892–1894 évi színi idényekben is.
A két világháború közti időről, a kolozsvári színház vendégjátékait kivéve, nem maradt adat, mert 1944-ben bombatalálat érte a színházat, a magántársulatok iratanyaga pedig elveszett. 1922–1924 között tartottak néhány román nyelvű előadást is.
A front elvonulása után már 1944 novemberében hetente kétszer kezdtek előadásokat tartani az Iparos-otthonban, illetve a Cecil Teremben.
1945 januárjától Hegedűs Miklós kis társasága játszott itt. Bár 1947-ben Teatrul Constantin Nottara Satu Mare néven új intézményt alapítottak, de az 1948-as országos színházi működési szabályzat a magyar és a román egyesületet is megszüntette. Később nyolc évig csak alkalmi fellépésekre kerülhetett sor.
1956-ban aztán az 1953-ban a nagybányai Állami Színház magyar tagozata költözött Szatmárra, az 1958–1959-es évadtól kezdve Harag György irányítása alatt értékes művészi munka alakult ki (Harag György Társulat), mely első nagy sikerként a Hamlet előadásával aratta Csiky Andrással a címszerepben.
Az épület ekkor a szatmári Állami Magyar Színház nevet kapta. Az igazgatást Csiky András vette át, a rendezés feladatait pedig Kovács Ferenc.
1966-ban felújították az épületet, 1968-ban pedig román tagozattal bővült az együttes. Ettől kezdve Északi Színház – Teatrul de Nord – lett az intézmény neve.
Az igazgatói munkakört ekkor 1979-ig Ács Lajos látta el, majd 1987-től a magyar tagozat vezetője Parászka Miklós lett. Az igazgatócserék, a nemzedékváltás és az utóbbi évek felgyorsult változásai ellenére az egyesület tartja kivívott rangját és képes volt újítani is.
1992-ben a Sepsiszentgyörgyi Nemzetiségi Színházi Kollokviumon több díjat nyertek Örkény István Kulcskeresők című tragikomédiájának előadásával.

## A szatmári magyar társulat igazgatói 1848-tól

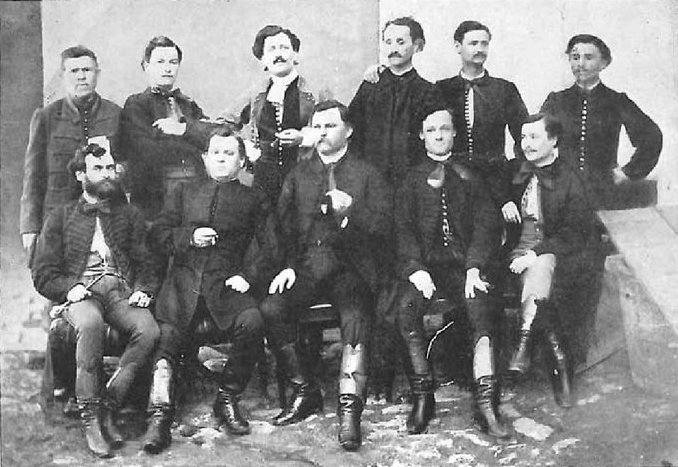
A szatmári színház társulata 1865-ben

- 1848-ban Tóth István és Döme Lajos
- 1850-ben Hevesi Imre
- 1852-ben Cs. Tengenics Pál
- 1852-ben Pázmán Mihály
- 1854–1855-ben Laczkóczi Ferdinánd, a nagyváradi nemzeti színészet igazgatója 32 személyből álló társulatával
- 1855-ben Fejér Károly
- 1857-ben Csabai Pál debreceni színigazgató
- 1857–1868-ig Hetényi József és Molnár György győri színigazgatók
- 1862-ben Reszler Ferenc
- 1863–1865-ben Kocsisovszky Jusztin miskolczi színigazgató
- 1865-ben Szigligeti Ede, a budapesti Nemzeti Színház rendezője
- 1865–1866-ban Kétzeri József
- 1866-ban Latabár Endre kassai színigazgató
- 1866-ban Szilágyi Béla miskolci színigazgató
- 1866-ban Reszler István és Szilágyi Béla
- 1867-1868-ban Láng Boldizsár
- 1868-ban Károlyi Lajos pécsvárosi színigazgató
- 1869-ben Dömölki Fejér Károly és Jakab Lajos
- 1870-ben Hubay Gusztáv
- 1870-ben Miklóssy Gyula
- 1870–1871-ben Várnai Galambos Fábián és Miklóssy Gyula
- 1871–1872-ben Klein Sámuel
- 1871-ben Miklóssy Gyula
- 1872–1873-ban Hubay Gusztáv és Sztupa Andor
- 1873-ban Némethy György és neje Eötvös Borcsa
- 1873–1874-ben Némethy György
- 1874-ben Jakabfi Gábor budapesti daltársulata
- 1874–1875-ben Krecsányi Ignác
- 1875–1876-ban Szegedi Mihály
- 1876–1877-ben Gerőfy Andor
- 1877–1878-ban Demidor Imre
- 1878–1880-ban Kuthy Krimszky Béla
- 1880–1882-ben Bényei István
- 1882–1883-ban Károlyi Lajos
- 1884–1885-ben Gerőfy Andor
- 1885–1886-ban Szathmáry Károly
- 1886–1887-ben Dancz Lajos
- 1887–1888-ban Rakodczay Pál
- 1890-ben Gerőfy Andor társulata (12 előadással a Séta téri nyári színkörben)
- 1892–1894-ben Kömley Gyula (az új színházban)
- 1894–1895-ben Makó Lajos
- 1895–1897-ben Pesti Ihász Lajos
- 1897–1898-ban Halmay Imre
- 1898–1899-ben Kúnhegyi Miklós
- 1899–1900-ban Rakodczay Pál
- 1900–1901-ben Szalkay Lajos,
- 1901-ben Csóka Sándor
- 1901–1902-ben Szilágyi Dezső
- 1902–1908 között Krémer Sándor
- 1908-1915 között Heves Béla[1]
- 1918-1919-ben Kovács Imre
- 1919-1923 között Szabadkay József
- 1923-1924-ben Gróf László
- 1924-1925-ben Kovács Imre
- 1925-1926-ban Szendrey Mihály
- 1928-1929-ben Ferenczy Gyula
- 1929-1930-ban Róna Dezső
- 1930-1932 között Hevessy Miklós
- 1932-1938 között Szabadkay József
- 1938-1939-ben Mihályi Károly
- 1939-1945-ig Bermann Irma
- 1945 januárjában Hegedűs Miklós
- 1956–1960 között Harag György
- 1960–1969 között Csiky András
- 1969–1979-ig Ács Lajos
- 1979–1981 között Boér Ferenc
- 1987–2000 között Parászka Miklós
- 2000–2006 között Lőrincz Ágnes
- 2006–2009 között Czintos József
- 2009–2012 között Keresztes Attila
- 2012–2014 között Bessenyei István
- 2014–től Bessenyei Gedő István

## A színházban szereplő művészek és művésznők
- Tóth József
- Egressy Gábor
- Feleky Miklós és neje Munkácsy Flóra
- Ecsedi Kovács Gyula
- Vízvári Gyula
- Helvey Laura
- Jászai Mari
- Csillag Teréz
- Márkus Emília
- Török Irma
- Miss Mari Halton
- Szoyer Ilona
- Nagy Imre
- Prielle Kornélia
- Petráss Sári
- Krammer Teréz
- Krémer Ferenc
- Krémer Manci
- Krémer Sándor
- Újházi Ede
- Lendvay Márton
- Gabányi Árpád
- Horváth Zoltán
- Kőrösmezei Gusztáv
- Bakó László
- Geyer Stefi
- Kopácsy Juliska
- Ábrányiné Wein Margit
- Küry Klára
- Fedák Sári
- Hegyesi Mari
- Rákosi Ferenc
- Ráthonyi Ákos
- Szabadkay József
- Fráter Loránt
- Vecsey Feri
- Neményi Lili